# Nieuport-Delage NiD.622
Le Nieuport-Delage NiD 622 est un avion de chasse français de l'entre-deux-guerres. Dérivé du Nieuport-Delage NiD.42, il s'est décliné en plusieurs versions, les modèles les plus anciens étant progressivement portés au standard des modèles les plus récents.

## Nieuport-Delage NiD.62
Développé parallèlement au NiD.52, ce chasseur monoplace sesquiplan se présentait comme un hybride entre celui-ci, dont il adoptait la voilure métallique et l’empennage horizontal, et le Nieuport-Delage NiD.42 dont il conservait le fuselage en bois et le plan inférieur, moteur et armement compris. En fait le premier NiD.62 (no 26) suivit sur la chaîne de production le dernier NiD.42 (no 25) et les NiD.42 livrés à l’aéronautique militaire furent mis au standard NiD.62 au cours des premiers mois de 1928. Plus stable que le NiD.42, le NiD.62 avait, comme son prédécesseur, tendance à partir en vrille à plat en raison du positionnement de son centre de gravité. Un total de 320 exemplaires fut pourtant commandé, dont 50 pour l’Aéronavale, le dernier NiD.62 (no 345) sortant d’usine en 1930. Le no 50 fut équipé à titre expérimental d’un Hispano-Suiza 12 Lb de 600 ch, deux exemplaires furent livrés à la Turquie et trois à la Roumanie. Enfin deux exemplaires furent modifiés temporairement en NiD.621. 

## Nieuport-Delage NiD.621
Deux NiD.62 de série furent équipés en 1930 de flotteurs et servirent d’appareils d'entraînement aux pilotes français devant participer à la Coupe Schneider. Après la course ils furent remis au standard. 

## Nieuport-Delage NiD.622
Afin de supprimer la tendance des NiD.42 et NiD.62 à partir en vrille à plat, Gustave Delage décida de redessiner la voilure sans déplacer les longerons afin de reculer le centre de poussée de l’appareil. Cette nouvelle voilure voyait donc son bord d’attaque reculé, ce qui réduisait la surface de 1,69 m2, et le bord de fuite, redessiné, était pourvu d’ailerons occupant toute l’envergure, mis à part le décrochement situé au-dessus du cockpit. Cet appareil s’annonçait démodé, mais 180 exemplaires furent commandés en septembre 1930 sous l’appellation NiD.622, le premier portant le numéro de série 346. Au fur et à mesure de leur passage chez Nieuport-Astra pour révision les NiD.62 furent modifiés avec la nouvelle voilure, sans changement de numéro de série. L’aéronautique militaire française prit finalement en compte 68 NiD.622 neufs et l’Aéronautique navale 62, les derniers exemplaires à produire étant achevés comme NiD.629. Le NiD.622 no 289 reçut à titre expérimental un turbocompresseur à deux étages Farman-Waseige à entrainement mécanique qui fut testé en vol entre décembre 1931 et juin 1932. 

## Nieuport-Delage NiD.623
Remotorisation du NiD.622 no 61 avec un moteur Lorraine 12Fa Courlis de 600 ch avec radiateur frontal courant 1931. En outre ce prototype (F-AIPO) perdait son plan inférieur et le plan supérieur était redessiné. 

## Nieuport-Delage NiD.624
Monoplan parasol comme le NiD.623, mais équipé d’un moteur Hispano-Suiza 12M. Deux prototypes construits.

## Nieuport-Delage NiD.625
Un NiD.622 modifié pour des essais de parachute courant 1929.

## Nieuport-Delage NiD.626
Version d’exportation destinée au Pérou. Équipé d’un Lorraine 12Hbr Petrel de 500 ch sans compresseur, ce modèle avait une voilure de NiD.622 sans plan inférieur. 12 exemplaires furent commandés, les premiers vols ayant lieu au cours de l’été 1932 et les livraisons effectuées au cours de l’année suivante.

## Nieuport-Delage NiD.628
Courant 1931 un NiD.622 reçut un Hispano-Suiza 12Md à refroidissement à eau équipé d’un compresseur à entraînement mécanique Farman-Waseige pour essais comparatifs avec le NiD.629 qui fut finalement retenu.

## Nieuport-Delage NiD.629
Testé comparativement au NiD.628, dont il conservait le moteur, ce nouveau modèle se distinguait par son compresseur, un Szydlowski-Planiol, qui fut jugé plus fiable et plus performant. Devenu Hispano-Suiza 12Mdsh, le même moteur turbocompressé fut installé sur un second prototype et une cinquantaine de NiD.622 restant à sortir d’usine firent l’objet d’un avenant de commande et furent livrés comme NiD.629. Les essais de réception de ce modèle s’échelonnèrent entre fin 1933 et mai 1935.

## En service
- France
  - Armée de l'air : Dès sa création en 1933, l'armée de l'air française fit du remplacement des sesquiplans Nieuport une priorité. 60 Dewoitine D.500/501 furent commandés fin octobre 1933 et 190 supplémentaires à partir d’août 1934. Pourtant le 1er janvier 1936 l'armée de l'air disposait encore de 375 NiD.62/622 et 48 NiD.629 sur un total de 762 monoplaces de chasse[2]. 15 escadrilles sur 35 volaient donc encore sur ce matériel périmé, soit 1 escadrille de NiD.622 à la 1re escadre (Villacoublay), 4 à la 2e escadre (Tours), 2 à la 5e escadre (Lyon-Bron), 2 à la 7e escadre (Dijon-Longvic) et les deux escadrilles du Groupe de chasse de Tunisie (Sidi-Ahmed). Les 4 escadrilles de la 6e escadre (Chartres) étaient équipées de NiD.629, rapidement remplacés par des Loire 46. Progressivement remplacés par du matériel plus moderne, les NiD.622 furent transférés aux Cercles aériens régionaux, formés en mai 1933 pour assurer l'entraînement des pilotes de réserve et remplacés par les Groupes aériens régionaux en 1936[2]. Malgré une succession de plans de réarmement, l'armée de l'air disposait toujours de 153 NiD.622/629 au début de la Seconde Guerre mondiale : 39 équipaient des unités en Afrique du Nord, 109 les escadrilles régionales de chasse et 5 étaient dans les dépôts.
  - Aéronautique navale :
- Pérou : 12 NiD.626 livrés en 1933 ;
- Roumanie : 3 NiD.62 ;
- Turquie : 2 NiD.62.